# 百达翡丽
46°09′59″N 6°06′44″E / 46.16629°N 6.11211°E
百达翡丽（法語：Patek Philippe SA），是瑞士名贵钟表品牌、生产商，于1839年创立，总部位于瑞士日內瓦。 百达翡丽是世界上最古老的钟表品牌之一。1932年，百达翡丽被瑞士斯登家族收购，至今仍为斯登家族全资所有。其钟表生产历史自创立起从未间断。 百达翡丽善于设计并制造钟表以及机芯，包括许多世界上最复杂的机械表。该公司目前在世界范围内拥有400余家零售点，在亚洲、欧洲、北美洲及大洋洲拥有数十家分销中心，并于2001年在瑞士日內瓦建立了百达翡丽博物馆。
百达翡丽被視為世界上最负盛名的鐘錶品牌之一。 多年來，百达翡丽的客户及佩戴者中不乏显赫人士，包括英国女王维多利亚、英国女王伊丽莎白二世、教皇庇护九世、中国末代皇帝溥仪、阿尔伯特·爱因斯坦、瑪麗·居禮、约翰·肯尼迪、纳尔逊·曼德拉、毕加索、柴可夫斯基、列夫·托尔斯泰，等等。 截止至2018年， 在世界前十的表类拍卖记录中，7款由百达翡丽腕表或怀表保持。其中，百达翡丽为美国银行家小亨利·格雷夫斯（Henry Graves Jr.）订制的、1989年前世界上最复杂的机械表“亨利·格雷夫斯超复杂怀表（Henry Grave Supercomplication）” 保持世界表类拍卖最高价2400万美金（23,237,000 瑞士法郎），于2014年11月11日由苏富比在瑞士日内瓦拍卖售出。

## 歷史

### 早期历史

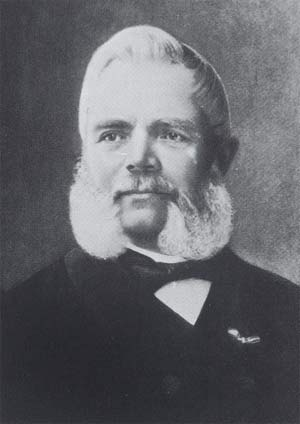
安托万·帕特克（Antoine Patek）

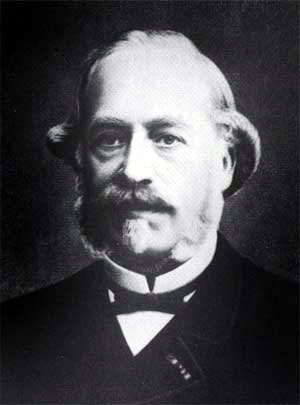
阿德里安·菲利普（Adrien Philippe）

早于16世纪，钟表制造业的深厚文化就已在瑞士日内瓦萌芽。百达翡丽的创始人安托万·帕特克（Antoine Patek）原为1831年波兰反抗俄国统治的革命者，波兰革命失败后他逃往法国，后在瑞士日内瓦定居。1839年5月1日，安托万·帕特克和波蘭移民弗朗西斯·查皮克（Franciszek Czapek）於日內瓦開始製作怀表，公司命名为“百达查皮克（Patek, Czapek & Cie）” 。
1845年4月18日，安托万·帕特克和西斯·查皮克由于分歧而解除了合作关系、公司清算。 西斯·查皮克于同年5月1日与新合伙人尤利斯·格鲁泽斯基（Juliusz Gruzewski） 另行创建了制表公司“查皮克（Czapek & Cie）”。 而安托万·帕特克很快便与法国钟表匠阿德里安·菲利普（Adrien Philippe）在巴黎一个展览会中相遇。当时阿德里安·菲利普已经设计发明出表壳很薄而且上链和调校都不用传统表匙的怀表，该技术在历史上被称为“無匙上條机制（keyless winding mechanism）”。这种怀表在展览会上甚受漠视，而安托万·帕特克却深为其新的设计所吸引。两人经过一番交谈，立即达成合作的意向，安托万·帕特克与阿德里安·菲利普于1845年5月15日成立新公司“百达（Patek & Cie）”。
1851年1月1日，公司正式更名为“百达翡丽（Patek, Philippe & Cie）”。 同年，在伦敦世界博览会上，英国维多利亚女皇选中并买下了一枚百达翡丽的无钥式挂表（keyless pendant watch）。 这只采用新旋柄的挂表悬垂在一根镶有13颗钻石的金别针上，珐琅蓝金表盖上饰以钻石拼成的玫瑰。 当时，女皇的丈夫阿尔伯特亲王也选购了百达翡丽的一只怀表。名人购精品，百达翡丽由此奠定了其贵族化的地位。
1877年3月，创始人安托万·帕特克逝世、享年65岁，但其子未加入公司。 因此，阿德里安·菲利普的女婿约瑟夫·安东尼·贝拿希·翡丽（Joseph Antoine Bénassy-Philippe）继承了安托万·帕特克在公司的职位。1887年，百达翡丽开始采用新的品牌标志并保留至今： 厂标由骑士的剑和牧师的十字架组合而成，也被称做“卡拉特拉瓦十字架（Calatrava Cross）”。它的由来是：1158年，西班牙一个叫卡拉特拉瓦的城市受到摩尔人的侵略，勇敢的牧师雷蒙德和骑士迪哥·贝拉斯凯斯率领民众进行殊死的抗战，最终把摩尔人驱走。牧师（十字架）和骑士（剑），合在一起便成为庄严与勇敢的象征。这象征正好代表着安托万·帕特克与阿德里安·菲利普合作的精神。1891年，76岁的阿德里安·菲利普退休，并将其在公司的职权交予了他最小的儿子约瑟夫·埃梅里·翡丽（Joseph Emile Philippe），以及弗朗西斯·安东尼·孔蒂（Francois Antoine Conty）。 创始人阿德里安·菲利普于1894年1月去世。

### 公司改制
1901年，在贝拿希·翡丽和约瑟夫·翡丽的运作下，百达翡丽公司改制成为股份有限公司，公司的全名为“百达翡丽制表股份有限公司（Ancienne Manufacture d'horlogerie Patek, Philippe & Cie, Société Anonyme）”。 百达翡丽公司保持家族式运营同时拥有7位股东，其中5位股东构成了公司的董事会、贝拿希·翡丽任董事会主席。 之后约瑟夫·翡丽的儿子加入公司，而他也成为了百达翡丽公司中最后一位创始人的后裔。 1915年，阿尔伯特·爱因斯坦向百达翡丽购买了一个金色的怀表，同年他完成了广义相对论的建立。
1932年起，瑞士的斯登家族（Stern family）开始掌控百达翡丽，公司最初由查尔斯·斯登（Charles Stern）和尚·斯登（Jean Stern）两兄弟在大萧条时期（Great Depression）收购。 斯登兄弟的公司（Fabrique de Cadrans Sterns Frères）此前一直作为百达翡丽公司的生意伙伴，负责为百达翡丽生产、提供表盘。1958年，查尔斯·斯登之子亨利·斯登 （Henri Stern）继任百达翡丽总裁。

### 近期发展

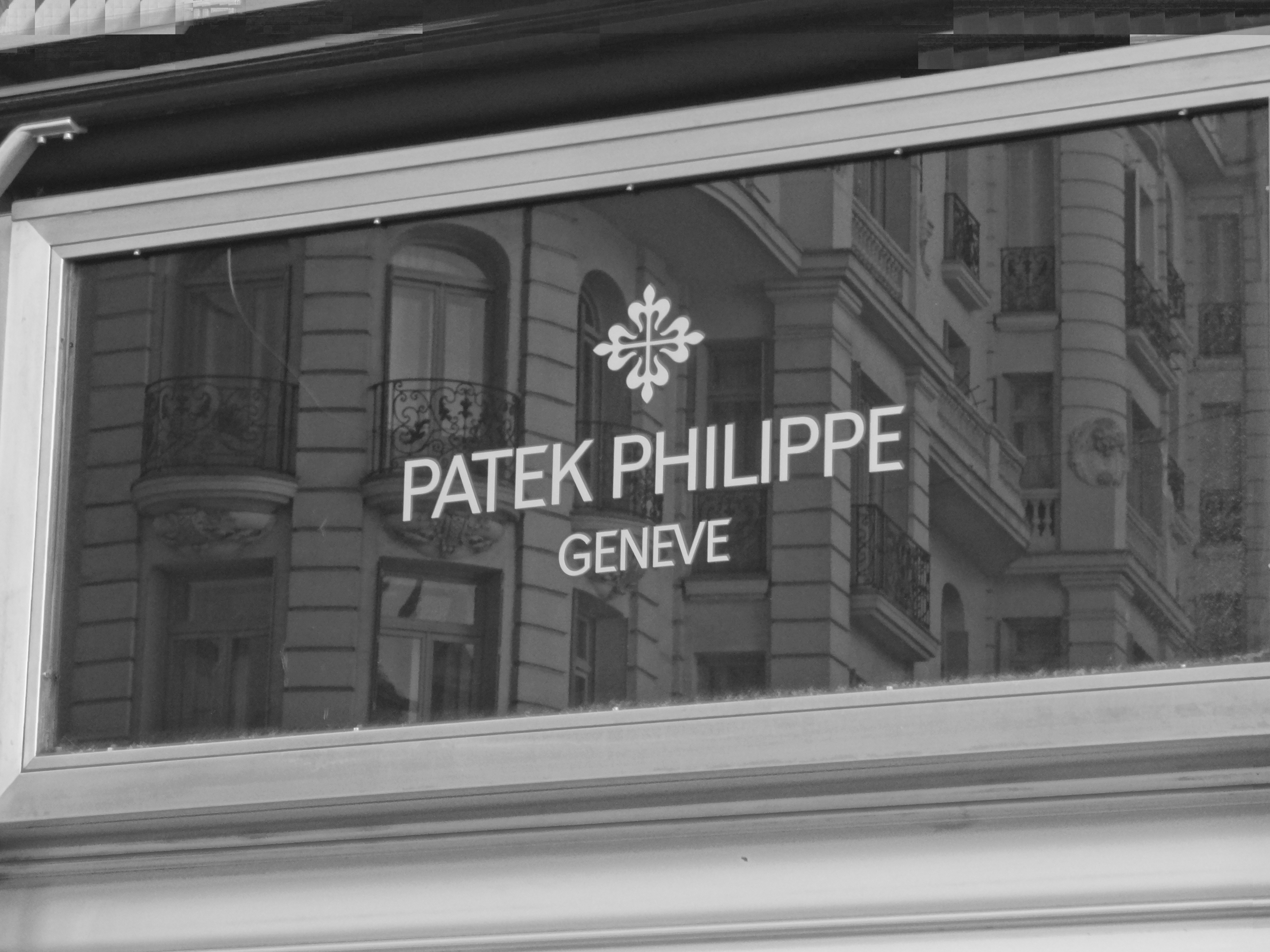
百达翡丽 马德里

1993年起，亨利·斯登之子菲利普·斯登（Philippe Stern）成为百达翡丽公司总裁。 为取得更进一步的发展，百达翡丽在1996年10月正式发行半年刊《百达翡丽国际杂志（Patek Philippe Magazine）》，以英、法、日、中、德、意6种语言版本发行，力图通过该杂志的内容来吸引客户，提升企业形象。 该杂志面向百达翡丽的客户，并接受了众多世界著名作家的稿件，包括诺贝尔文学奖得主高行健以及若泽·萨拉马戈。
2000年后，百达翡丽钟表在世界拍卖市场上的成交价不断走高。截止至2018年12月， 在世界前十的表类拍卖记录中（均超过500万美金），7款由百达翡丽腕表或怀表保持；在世界前58的表类拍卖纪录中（均超过200万美金），有46款由百达翡丽腕表或怀表保持。其中，有小部分拍卖价是由百达翡丽自行竞价推高，有些拍卖表款最终被百达翡丽自行购买并收藏入其位于瑞士日内瓦的百达翡丽博物馆中。
2009年起，菲利蒲·斯登之子蒂埃里·斯登（Thierry Stern）成为公司新任总裁。 2010年，百达翡丽年产4万枚时计，而2017年的年产量为5.8万枚。 据蒂埃里·斯登透露，为保证百达翡丽品牌的质量及稀有度，百达翡丽只会缓慢提高年产量（平均每年1-3%）并且最终不会越过某个限度，其中2018年年产6.2万枚。 百达翡丽现为瑞士鐘錶行業聯合會（Federation of the Swiss Watch Industry）的主要成員。

## 公司标语
百达翡丽的一个著名公司标语是“没有人真正拥有百达翡丽，只不过为下一代保管而已。”该口号是百达翡丽在1996年发起“代代相传（Generations）”活动时推出。

## 钟表制造

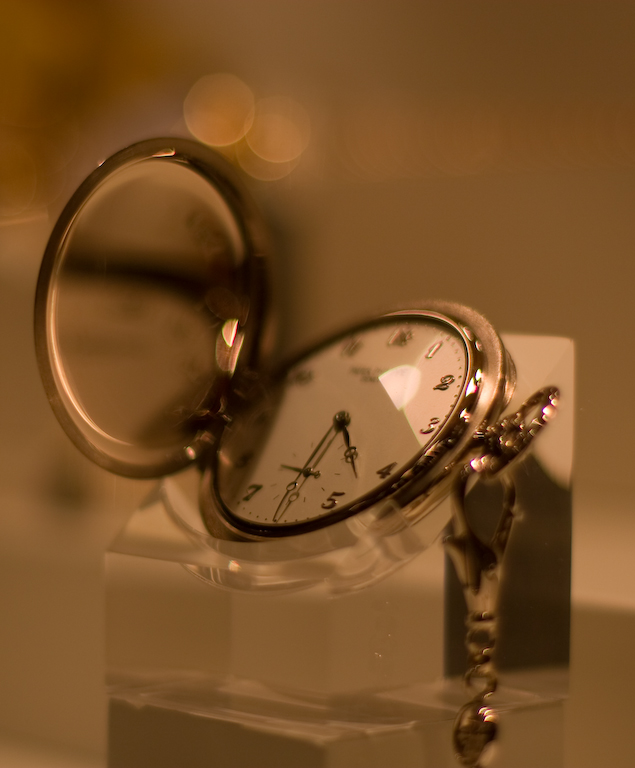
一枚蒂芙尼公司展出的百达翡丽怀表；蒂芙尼公司是百达翡丽的授权零售商和长期生意伙伴。

百达翡丽是全球唯一采用手工精制，且可以在原厂内完成全部制表流程的制造商，并坚守着钟表的传统工艺。瑞士钟表界称这种传统制造手法为“日内瓦7种传统制表工艺”，意即综合了设计师、钟表师、金匠、表链匠、雕刻家、瓷画家及宝石匠的传统工艺。百达翡丽主要制造机械表，但也制造石英表，而实际上百达翡丽也是最早参与创建瑞士“电子制表中心（Centre Electronique Horloger）”的20家瑞士表行之一，该中心负责研发瑞士的第一款石英表。
选材方面，早期的百达翡丽表壳采用纯银和18K黄金，而20世纪以来则大部分选用18K金（包括黄金、白金、玫瑰金等）甚至铂金。而全钢的表壳，到后来才有一小部分。百达翡丽的机芯则均采用高钻数，早期的表多在15钻以上，后来的产品以29钻为多。60年代制作的一些性能复杂的金手表，钻数高达37钻，为同类表中罕见。在钟表技术上，百达翡丽一直处于领先地位，拥有众多专利。仅在1949~1979年30年间，便有40项专利。2009年，公司宣布今后其所生产的所有直径不小于20毫米的机械钟表都将到达每天-3/+2秒的计时精度、所有直径小于20毫米的都将达到每天-5/+4秒的计时精度，并印上“百达翡丽印记（Patek Philippe Seal）”；该标准超越制表业的最高行业标准，因此百达翡丽放弃原先的“日内瓦印记（Geneva Seal）”。

### 重要发明及专利
百达翡丽发明了超过20种机芯并获得过上百项专利，以下列举了部分百达翡丽多年来对制表技术发展所做的重要贡献。
- 1845年，获得“無匙上條机制（keyless winding mechanism）”专利，该技术于1844年巴黎世博会上获得铜奖。[26]
- 1868年，制造出第一枚瑞士产腕表。[26]
- 1881年，获得“精确调节器（precision regulator）”专利。[26]
- 1889年，获得怀表的“万年历计时（perpetual calendar mechanicsm）”专利。[26]
- 1902年，获得“双秒追针计时器（double/split-seconds chronograph）”专利。[26]
- 1925年，制造出世界上第一枚万年历腕表（No. 97 975），但使用的是挂表的万年历机芯（1898年款）。[26][61]
- 1927年，应美国汽车富商詹姆斯·柏加德（James W. Packard）的订购，公司制作出了一只可以奏出他母亲最心爱的摇篮曲的打簧表，当时价值为8300瑞士法郎。
- 1933年，应纽约银行家、收藏家小亨利·格雷夫斯（Henry Graves Jr.）的要求，百达翡丽公司用了5年时间，制造出集时差、星象图等于一身的“超复杂怀表 （Supercomplication）”，其精妙绝伦，创下了钟表史上的里程碑。[19]
- 1949年，获得Gyromax 摆轮专利。[26]
- 1956年，制造出世界上第一个全电子时钟（all-electronic clock）。[26]
- 1962年，一枚百达翡丽陀飞轮机芯在日内瓦天文馆（Geneva Observatory）创造了世界机械表计时精度的新世界纪录，该记录保持至今。[26]
- 1985年，生产出940型号的多功能手表，有全自动、日历、月相、闰月、自动跳日等功能，机身厚度仅3.75毫米，为同类手表中最薄的。
- 1996年，获得“年历计时（annual calendar mechanism）”专利，并推出第一款年历腕表 Ref. 5035。[26]
- 2003/05年，推出年历腕表 Ref. 5250，该表款是世界上第一款配备硅擒纵轮（silicon escapement wheel）的钟表。[62]
- 2006年，推出硅制Spiromax摆轮。[26]
- 2008年，推出硅制Pulsomax擒纵轮。[26]
- 2011年，推出Oscillomax 组件，包含 Spiromax 摆轮、Pulsomax 擒纵轮以及GyromaxSi 摆轮。[26]
- 2014年，制造出世界上最复杂的腕表之一——大师弦音腕表（Grandmaster Chime）Ref. 5175，包含20项复杂功能。[26][63]

### 环保评级
2018年12月，世界自然基金会（WWF）发布官方报告，包含对瑞士15个主要钟表及珠宝生产商的环保评级。 其中百达翡丽连同其它7个生产商（包括爱彼、宝玑、劳力士）的评级为最低档（"Latecomers/Non-transparent"），意味着作为钟表生产商百达翡丽仅采取了非常有限的措施以消除其生产活动对环境及气候变化所造成的影响。
主要的环保隐患有二：1）生产活动的不透明；2）对珍贵原材料的大量开采，主要包括金矿。而后者是造成众多环境问题的重要因素之一，比如水土污染、土壤退化、森林破坏等。 据估计，钟表及珠宝行业每年消耗超过2000吨的黄金，占全球黄金产量的50%以上，而大多数情况下，钟表制造公司不能或不愿意说明其原材料的来源以及原材料供应商是否采用环保的开采方式。

## 著名表款

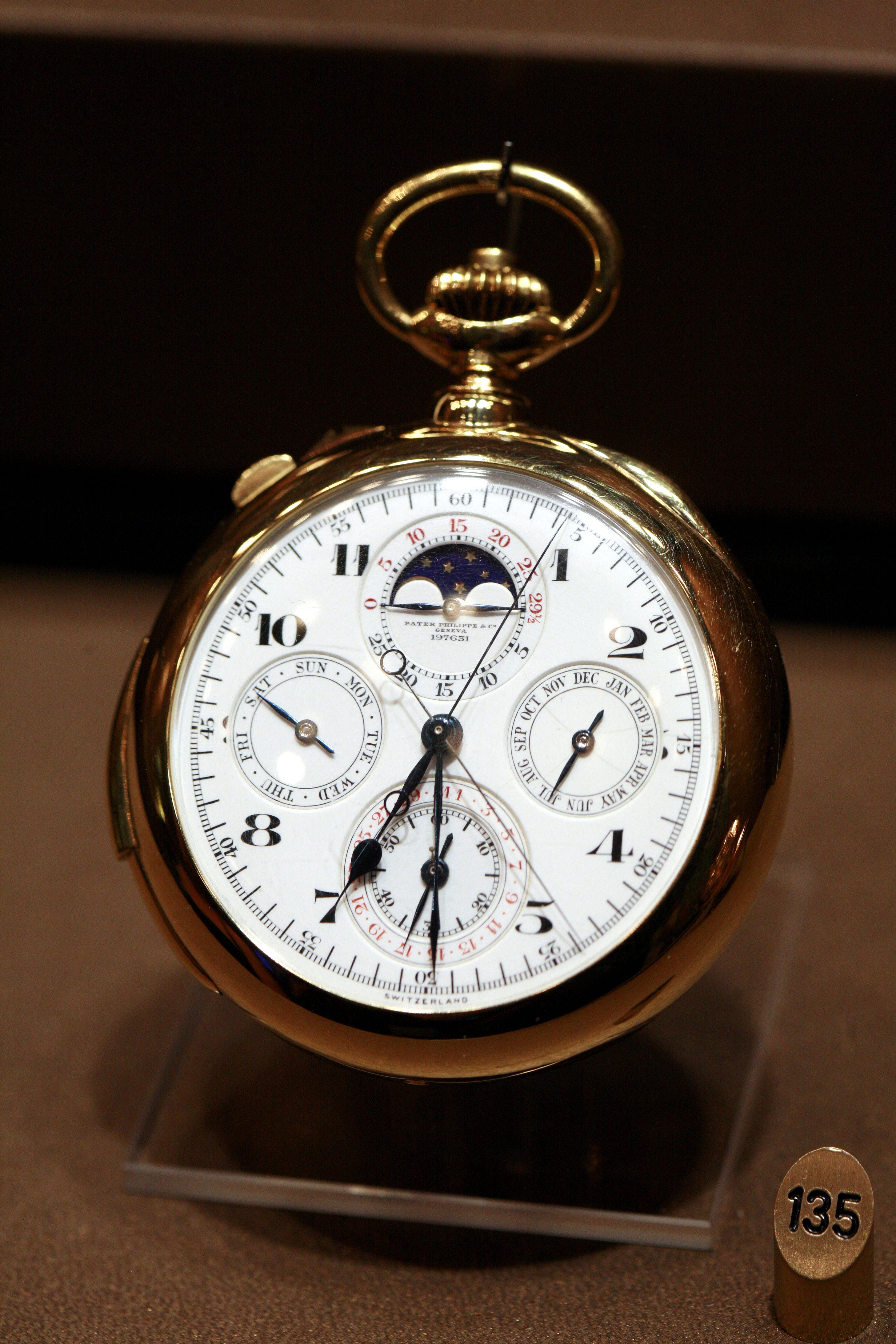
一枚百达翡丽怀表

### 拍卖纪录
- 2010年5月10日，百达翡丽 Ref. 1527腕表成为历史上最贵拍卖钟表（直到2014年11月），手表由佳士得拍卖行拍出，售价达571万美金（626万瑞士法郎）。[66][67]
- 2012年11月28日，百达翡丽怀表Star Calibre 2000 Ref. 990/1 在香港佳士得拍卖行以约328万美金（25,300,000港币）售出，成为亚洲拍卖史上表类拍卖最高价。[68]
- 2014年11月11日，苏富比拍卖售出“亨利·格雷夫斯超复杂怀表（英语：Patek_Philippe_Henry_Graves_Supercomplication）”，成就世界表类拍卖最高价2400万美金（23,237,000 瑞士法郎）。[19][20][69][21] 该怀表系百达翡丽为美国銀行家小亨利·格雷夫斯（Henry Graves Jr.）订制的表款，拥有24種复杂功能。格雷夫斯去世後，该怀表由其女儿继承，而后又传给其外孙。1969年，其外孙将怀表卖给了美国企业家Seth G. Atwood，后者将怀表保管于他位于美国伊利诺伊州罗克福德的“时间博物馆（Time Museum）”内，直至1999年。[21][70] 1999年12月该怀表在蘇富比首次公開拍賣，成交價约1100万美元、被卡塔尔王子Saud bin Muhammed Al Thani拍得，成為當時最昂貴的鐘錶。[71][72]
- 2016年11月12日，一枚百达翡丽的钢制腕表Ref. 1518在富藝斯拍卖行（Phillips）售出，成交价约1114万美金 (11,002,000 瑞士法郎)，成为世界拍卖市场最贵腕表（记录保持到2017年10月）。[73] 该表款是钢制Ref. 1518（共4枚）第一次出现在世界拍卖市场上。[74]
- 2019年11月9日，Only Watch 拍卖在日内瓦举行，一枚 Patek Philippe Grandmaster Chime Ref. 6300A 超复杂腕表最终以3100万瑞郎成交，不但刷新了 Only Watch 成交价格纪录，同时也成为世界上最昂贵的腕表。[75]

### Calatrava 腕表
1932年，百达翡丽推出第一款Calatrava 腕表Ref. 96，该腕表由英国制表师大卫·彭尼（David Penny）设计并受到德国包豪斯（Bauhaus）艺术风潮的影响。 最初在1932年收购百达翡丽后，斯登兄弟迅速推出该表款，以期帮助公司顺利度过大萧条时期。
最早的Calatrava Ref.96腕表持续生产了40余年，它的继承表款包括Ref. 2526, Ref. 3520, Ref. 5196 等等。 Calatrava 系列腕表以其简洁高雅的设计而著称，一经推出就成为了百达翡丽的旗舰表款之一。 值得注意的是，卡拉特拉瓦十字架（Calatrava Cross）从1887年起就是百达翡丽公司的注册商标。 

### 世界时系列腕表

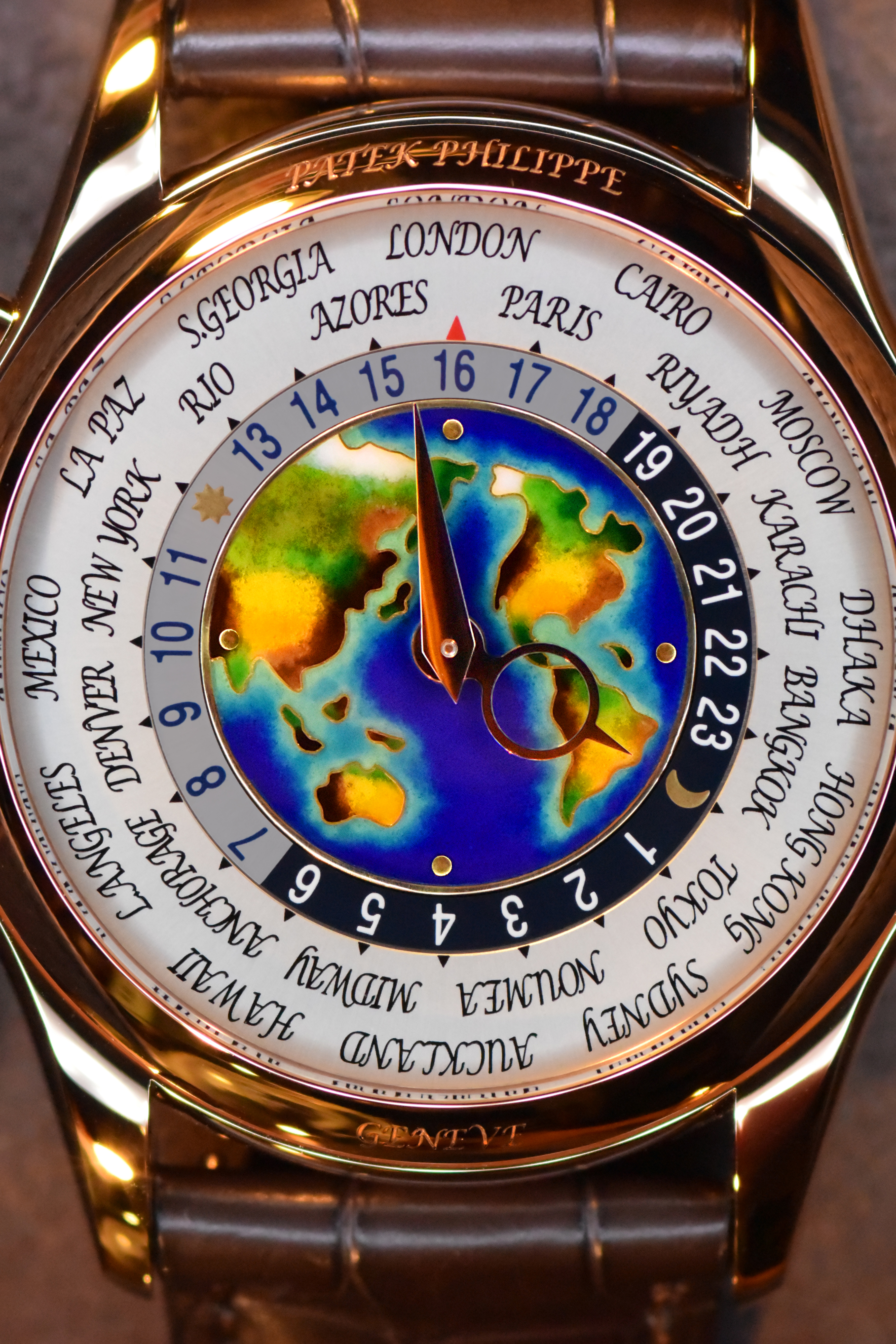
百达翡丽 Ref. 5131R-011世界时腕表 (正面)

百达翡丽世界时系列腕表（World Time/Heures Universelles）最早于1939年推出，第一批的系列标号为Ref. 1415。 世界时这项复杂功能可以在一块手表上显示世界24个时区的时间，由瑞士制表师路易·柯蒂亚（Louis Cottier）在20世界30年代发明。 柯蒂亚的发明受到了许多制表公司的关注，其中百达翡丽是第一个在与柯蒂亚先生合作后推出世界时系列腕表的公司。 Ref. 1415的继承表款包括Ref. 2523，Ref. 5230，Ref. 5531（含三问报时），等等。
截止至2018年12月，世界200万美金以上的表类拍卖纪录中（共有58枚），百达翡丽世界时腕表（Ref. 1415, Ref. 2523）独占6席。其中，2002年4月13日安帝古伦拍卖行（Antiquorum）拍卖出一枚 Ref. 1415 腕表，创造了该表款的最高拍卖价403万美金（6,603,500 瑞士法郎）。

### 鹦鹉螺系列腕表
1976年，百达翡丽决定推出鹦鹉螺系列腕表（Nautilus），作为公司运动系列的最高级表款。 最早的鹦鹉螺系列表款为Ref. 3700，表壳采用钢材料。 该表款由瑞士制表师杰罗·尊达（Gérald Genta）设计，而他之前也为爱彼公司设计了皇家橡树系列（Royal Oak）腕表。百达翡丽公司于石英危机（quartz crisis）期间推出鹦鹉螺系列腕表，以期重新点燃人们对瑞士高端机械表的热情。
鹦鹉螺系列腕表在百达翡丽公司的营销策略中扮演了重要角色，它不仅承接了公司的悠久传统，也彰显了新生代的活力。 鹦鹉螺系列表款已成为百达翡丽最受欢迎的系列之一。 其中，公司于2006年推出的鹦鹉螺Ref. 5711、Ref. 5712已成为最受欢迎的款式之一，该表款是百达翡丽公司为纪念鹦鹉螺系列诞生30周年而推出的。

### 万年历计时腕表
百达翡丽万年历计时最早于1941年推出，第一款为Ref. 1518。 2016年11月12日，一枚钢制的Ref. 1518在富藝斯拍卖行（Phillips）售出，成交价约1114万美金 (11,002,000 瑞士法郎)，成为世界拍卖市场最贵腕表（记录保持到2017年10月）。 该腕表是钢制Ref. 1518（共4枚）第一次出现在世界拍卖市场上。
作为Ref. 1518的继承表款，Ref. 2499腕表被广泛认为是世界上最伟大的腕表系列之一。 历史上，1950年至1985年间百达翡丽只生产过349枚Ref. 2499腕表、平均一年生产9枚。 35年间，百达翡丽先后推出了4个子系列的Ref. 2499腕表，对世界其它著名钟表生产商的表款设计及制造影响巨大。 截止至2018年，世界200万美金以上的表类拍卖纪录中（共有58枚），百达翡丽Ref. 2499腕表独占11席，同时至少有17枚Ref. 2499腕表在世界拍卖市场上拍出150万美金以上的成交价。其中，2018年11月13日苏富比拍卖出一枚“Asprey Ref. 2499腕表”，创造了该表款的最高拍卖价388万美金（3,915,000 瑞士法郎）。 Ref. 2499的继承表款包括（按照时间顺序）Ref. 3970，Ref. 5970 以及 Ref. 5270。

### 天文陀飞轮腕表

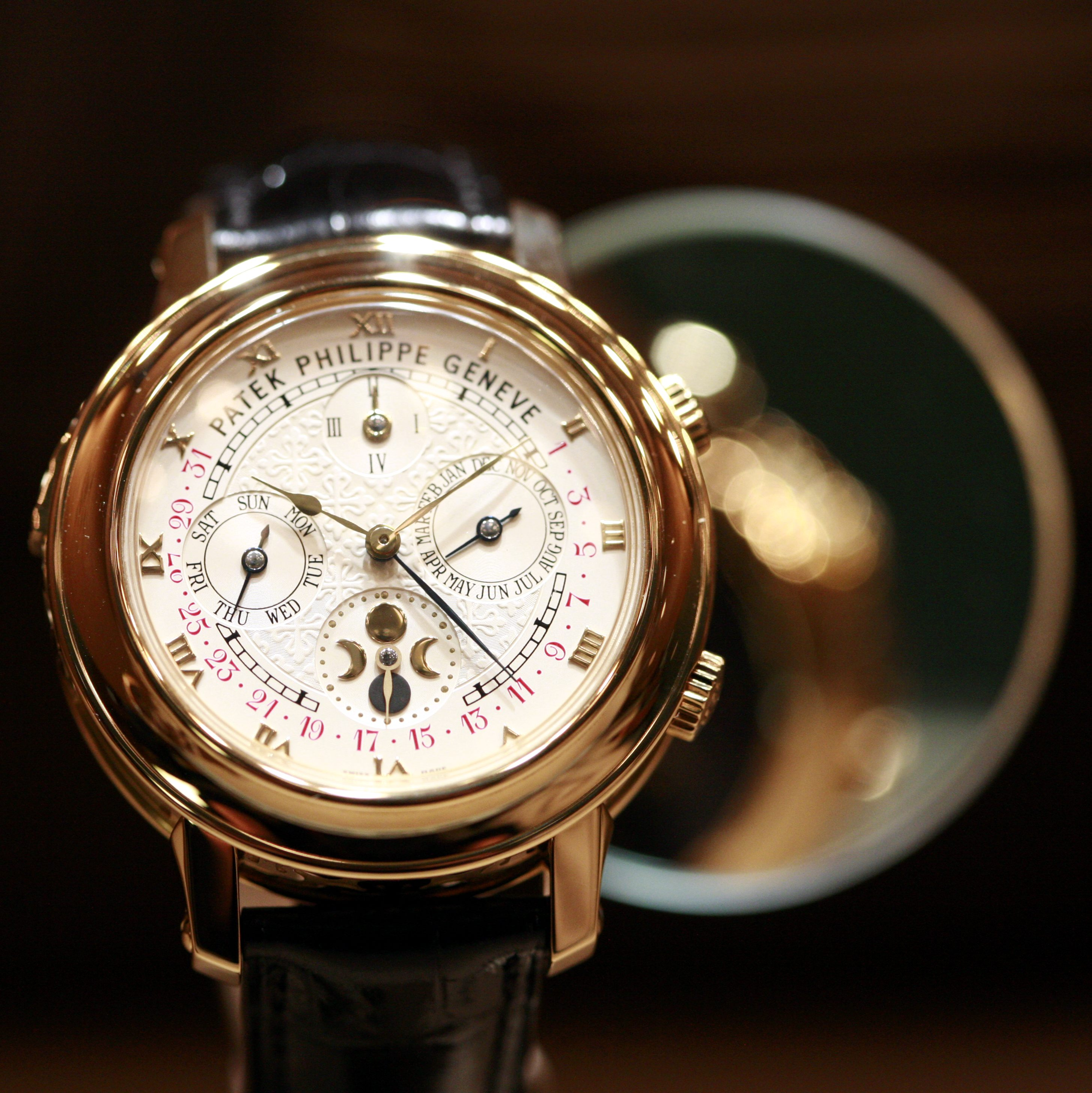
百达翡丽陀飞轮腕表Ref. 5002

百达翡丽天文陀飞轮腕表（Sky Moon Tourbillon）于2001年推出, ，亦称天月天文陀飞轮，第一款编号为Ref. 5002。 该表款拥有双面表盘、12项复杂功能，比如陀飞轮、三问报时、星空图、月相及轨道。 2013年，公司推出第二款天文陀飞轮Ref. 6002，该表款也拥有12项复杂功能。
天文陀飞轮腕表在2014年前一直是百达翡丽最复杂的腕表，该腕表也是21世纪世界上最重要的腕表之一。 据估计，百达翡丽每年只生产3-5枚天文陀飞轮腕表，每块售价至少120万美金。 特别的是，每块天文陀飞轮的购买需要购买者向公司递交申请，并得到百达翡丽总裁蒂埃里·斯登（Thierry Stern）的批准。 其中，2018年10月2日，一枚天文陀飞轮腕表Ref. 6002G 由保利拍卖行在香港拍卖售出，最终成交价约271万美金（21,240,000港币）。

### 150周年纪念款
1989年，为纪念150周年店庆，百达翡丽推出Calibre 89怀表，该怀表拥有33项复杂功能，成为世界上有史以来最复杂的机械表（记录保持直到2015年）。 Calibre 89共4枚，分别为白金款、黄金款、玫瑰金款以及铂金款。 其中黄金款以及白金款在安帝古伦拍卖行分别于2009年及2004年拍卖售出，售价均超过500万美金，在世界表类拍卖纪录中均位列前十。

### 175周年纪念款
2014年，为纪念175周年店庆，百达翡丽推出大师弦音腕表Ref. 5175（Grandmaster Chime Ref. 5175），成为百达翡丽公司有史以来生产的最复杂机械腕表、拥有20项复杂功能（不含陀飞轮）。 大师弦音腕表Ref. 5175共7枚，其中1枚永久保留在位于瑞士日内瓦的百达翡丽博物馆中，其余每枚售价约为250万美金。
2016年，百达翡丽推出大师弦音腕表Ref. 6300作为大师弦音腕表Ref. 5175的继承表款。 Ref. 6300 也拥有20项复杂功能（不含陀飞轮），每块售价至少为220万美金。 特别的是，每块大师弦音腕表的购买需要购买者向公司递交申请，并得到百达翡丽总裁蒂埃里·斯登（Thierry Stern）的批准。

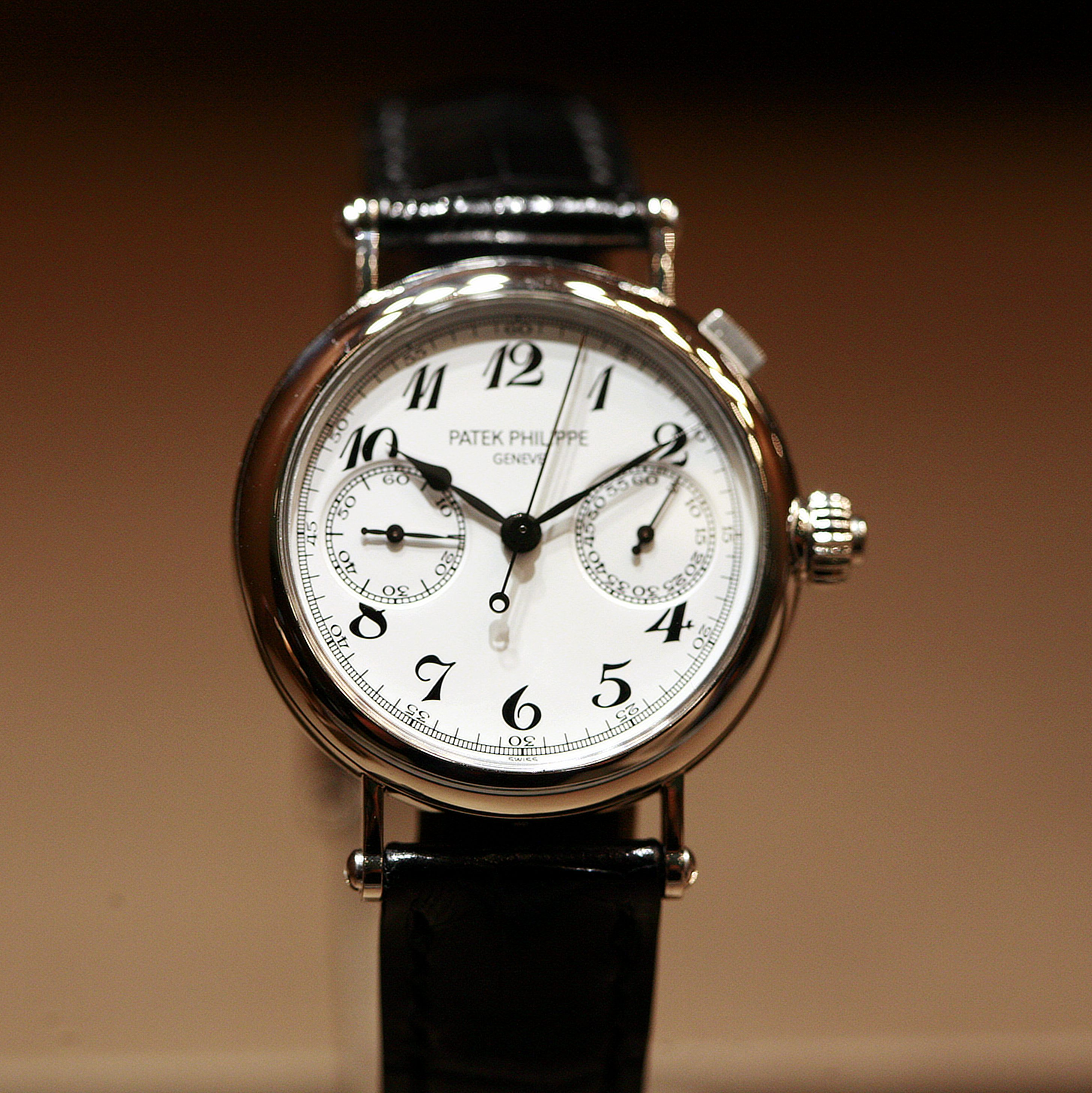
一款具有计时功能的百达翡丽腕表
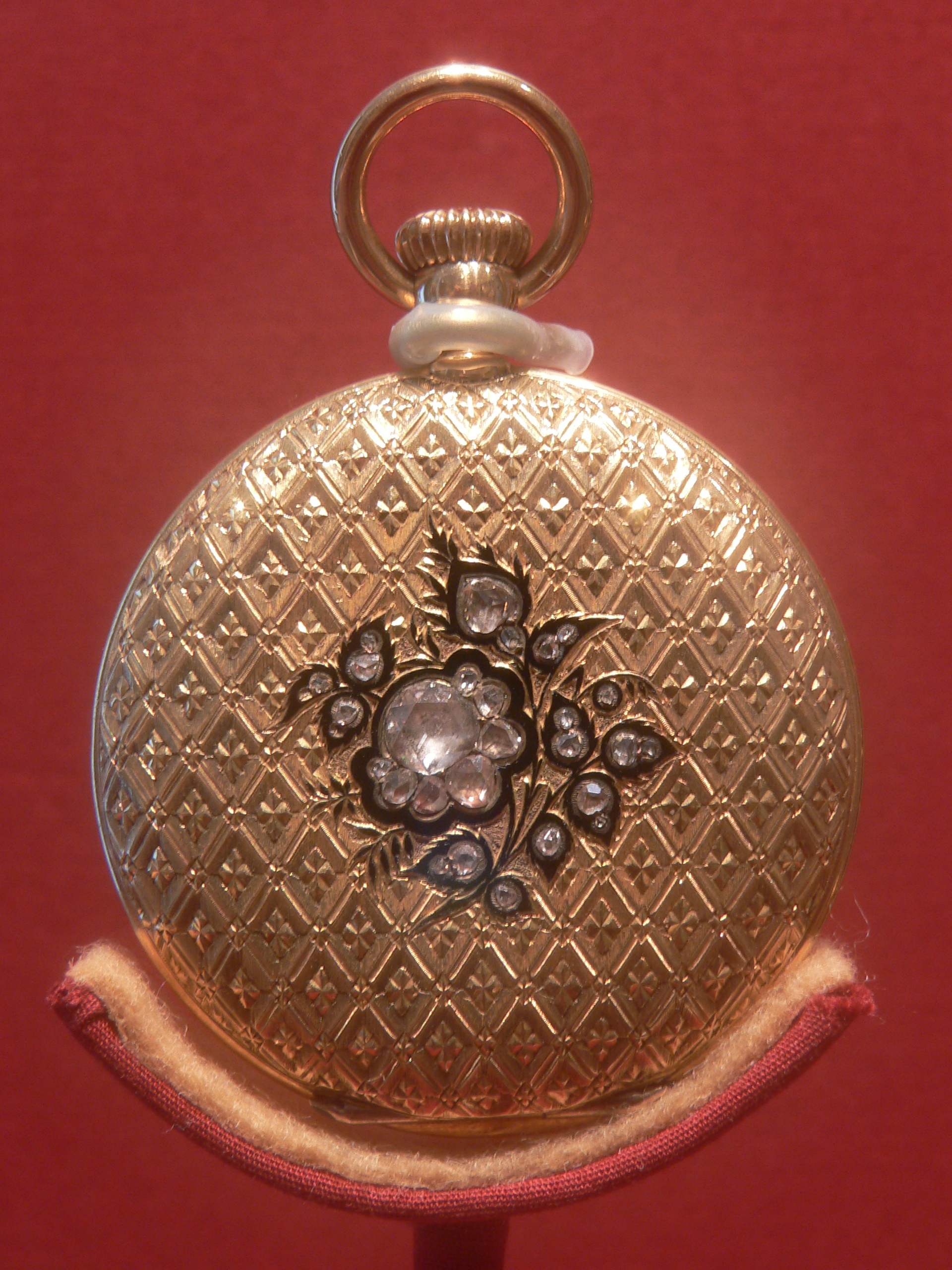
此枚百达翡丽怀表是利兰·斯坦福赠予其妻子简·斯坦福的1868年新年礼物。19世纪末至20世纪初，简·斯坦福授权将此怀表连同她的其它珠宝收藏一并拍卖，以资助斯坦福大学的早期建设。该怀表于2005年被归还给斯坦福大学，也是迄今为止唯一一个重现的简·斯坦福的拍卖珠宝。

## 注解
1. 爱因斯坦于1915年向百达翡丽订购了一枚金色的怀表，同年，他的广义相对论问世。该怀表现存于瑞士日内瓦的百达翡丽博物馆内。而在此之前，爱因斯坦拥有一枚品牌不详的怀表（可能为德国制造，制造年份大约为1900年），该怀表于2016年7月13日由佳士得拍卖行在英国伦敦拍卖售出，最终成交价为266,500英镑。之后，爱因斯坦还拥有2枚浪琴表：一枚1943年的银色怀表以及一枚1929年的金色腕表。其中，他的浪琴腕表于1931年由一位洛杉矶的犹太拉比（Edgar Magnin）赠予，于2008年10月16日由安帝古伦拍卖行（Antiquorum）以596,000美金在纽约市拍卖售出，成为历史上拍卖价最高的浪琴表。而爱因斯坦的浪琴怀表现存于瑞士伯尔尼历史博物馆中。

## 外部連結
- 官方网站